# Цирекидзе, Гиорги
Гиорги Цирекидзе (груз. გიორგი ცირეკიძე, 9 августа 1986) — грузинский борец греко-римского стиля, призёр чемпионатов Европы.

## Биография
Родился в 1986 году. В 2014 году стал бронзовым призёром чемпионата Европы.